# 中道 (大阪市)
中道（なかみち）は、大阪府大阪市東成区にある町名。現行行政地名は中道一丁目から中道四丁目。

## 地理
東成区の北西部に位置し、川を挟んで東に中本、南の西側に東小橋、東側に玉津、西に中央区玉造と森ノ宮中央、北に城東区森之宮と接している。

### 河川
- 平野川

## 世帯数と人口
2019年（平成31年）3月31日現在の世帯数と人口は以下の通りである。
| 丁目       | 世帯数    | 人口    |
| ---------- | --------- | ------- |
| 中道一丁目 | 1,008世帯 | 1,462人 |
| 中道二丁目 | 1,592世帯 | 2,620人 |
| 中道三丁目 | 1,336世帯 | 2,067人 |
| 中道四丁目 | 938世帯   | 1,703人 |
| 計         | 4,874世帯 | 7,852人 |

### 人口の変遷
国勢調査による人口の推移。
| 1995年（平成7年）  | 7,543人 | [ 5 ] |  |
| 2000年（平成12年） | 7,680人 | [ 6 ] |  |
| 2005年（平成17年） | 7,418人 | [ 7 ] |  |
| 2010年（平成22年） | 7,748人 | [ 8 ] |  |
| 2015年（平成27年） | 7,791人 | [ 9 ] |  |

### 世帯数の変遷
国勢調査による世帯数の推移。
| 1995年（平成7年）  | 3,191世帯 | [ 5 ] |  |
| 2000年（平成12年） | 3,608世帯 | [ 6 ] |  |
| 2005年（平成17年） | 3,726世帯 | [ 7 ] |  |
| 2010年（平成22年） | 4,220世帯 | [ 8 ] |  |
| 2015年（平成27年） | 4,408世帯 | [ 9 ] |  |

## 学区
市立小・中学校に通う場合、学区は以下の通りとなる。なお、小学校・中学校入学時に学校選択制度を導入しており、通学区域以外に東成区の小学校・中学校から選択することも可能。
| 丁目       | 番・番地等 | 小学校               | 中学校             |
| ---------- | ---------- | -------------------- | ------------------ |
| 中道一丁目 | 全域       | 大阪市立北中道小学校 | 大阪市立玉津中学校 |
| 中道二丁目 | 全域       | 大阪市立北中道小学校 | 大阪市立玉津中学校 |
| 中道三丁目 | 全域       | 大阪市立北中道小学校 | 大阪市立玉津中学校 |
| 中道四丁目 | 全域       | 大阪市立北中道小学校 | 大阪市立玉津中学校 |

## 事業所
2016年（平成28年）現在の経済センサス調査による事業所数と従業員数は以下の通りである。
| 丁目       | 事業所数  | 従業員数 |
| ---------- | --------- | -------- |
| 中道一丁目 | 117事業所 | 4,287人  |
| 中道二丁目 | 92事業所  | 461人    |
| 中道三丁目 | 145事業所 | 1,588人  |
| 中道四丁目 | 73事業所  | 572人    |
| 計         | 427事業所 | 6,908人  |

## 交通

### 鉄道
- 西日本旅客鉄道
  - 大阪環状線 森ノ宮駅（所在地は、中央区森ノ宮中央であるが、南口の一部が入っている。）

### 道路
- 国道308号
- 中央大通

## 施設
- 大阪市立北中道小学校
- 大阪市立北中道幼稚園
- 大阪健康安全基盤研究所
- 東成警察署 中道交番
- 東成中道郵便局
- ライフ 玉造店
- スーパー玉出 玉造店
- 八阪神社

## その他

### 日本郵便
- 〒537-0025[3]（集配局：東成郵便局[13]）